# بزمجه‌ایان
بزمجه‌ایان (نام علمی: Varanidae) تیره‌ای از بالاخانوادهٔ بزمجه‌واران است. اعضای این تیره را سوسمارهای گوشت‌خوار و میوه‌خواری تشکیل می‌دهند که شامل بزمجه باستانی (بزرگترین سوسمار شناخته شده) و اژدهای کومودو (بزرگترین سوسمار موجود) و بزمجه تمساحی است. این تیره شامل سردهٔ بزمجه‌ها و چندین آرایهٔ منقرض شده است. نزدیک‌ترین خویشاوندان این تیره را انگوئیدها و سوسمارهای گلمیخ‌پوست تشکیل می‌دهند.